# Den farliga lågan
Den farliga lågan, även Flickan och flamman (engelska: Moth and the Flame), är en amerikansk animerad kortfilm från 1938. Filmen ingår i Silly Symphonies-serien.

## Handling
Ett gäng nattfjärilar bryter sig in i en klädbutik och börjar äta på kläderna. När en hane hittat en hatt som har börjar äta upptäcker han att elden är lös, samtidigt som honan är instängd i ett spindelnät. När han själv misslyckas med att rädda henne tillkallas de andra nattfjärilarna som släcker elden med vattenfyllda säckpipor.

## Om filmen
Produktionen av filmen pågick under tre års tid. Den började sommaren 1935 och var då tänkt att helt regisseras av animatören David Hand, men gick sedan över till Burton Gillett som började jobba hos Disney igen efter att ha jobbat på The Van Beuren Corporation. Hösten 1937 lämnade Gillett Disney igen och uppdraget som regissör gick över till Dick Huemer som slutförde projektet.
Filmens premiär, som skedde den 1 april 1938, var tänkt att äga rum något år tidigare, men eftersom filmteamet var upptagna med att färdigställa Snövit och de sju dvärgarna som kom ut 1937 hade denna film tillsammans med Vinken, Blinken och Nick, som tog ungefär lika lång tid att göra, inte premiär våren 1938.
Filmen hade svensk premiär den 18 oktober 1938 och visades på biografen Spegeln i Stockholm.